# Seiji Kanai
Seiji Kanai est un auteur de jeux et éditeur de jeux de société japonais né en 1980,. Il est notamment l'auteur du jeu Love Letter ayant reçu le premier prix du public au Japan Boardgame Prize 2012 et été nommé à l'As d'or 2014.

## Kanai Factory
Kanai Factory est un éditeur de jeux de société japonais créé en 2000 par Seiji Kanai. Le premier jeu édité par ce studio fut Dragon Rush (2002).